# Vély
Vély war ein Flächenmaß in Pondicherry in Französisch-Indien. Es war ein Feldmaß.
- 1 Vély = 20 Canis = 2000 Congis/Côles carrées = 266,11 Ar
- 3 Vélys = 1 Carré = 798,33 Ar
- 1 Cougi = 13,3055 Quadratmeter